# Jean-Pierre Solié
Jean-Pierre Solié, de son vrai nom Jean-Pierre Soulier, est un compositeur et chanteur d'opéra français, né à Nîmes en 1755 et mort à Paris le 6 août 1812.
Il épouse Jeanne-Rosalie Spinacuta, première danseuse du théâtre Favart, laquelle décède le 26 germinal an 6 (15 avril 1798), de cette union l'artiste dramatique Pierre-André-Charles Soulier dit Solié qui épouse Joséphine Papavoine, dite Devoine.
Il fit l'essentiel de sa carrière au Théâtre-Italien entre 1782 et 1800.

## Carrière

### En tant que compositeur
- Les Fous de Médine ou la Rencontre imprévue, opéra-comique en 3 actes en collaboration avec Henri Montan Berton, livret de Dancourt, créé au Théâtre-Italien (salle Favart), le 1er mai 1790
- Le Franc Breton ou le Négociant de Nantes opéra-comique en 1 acte, livret de Dejaure, créé salle Favart le 3 novembre 1792
- Jean et Geneviève, opéra-comique en 1 acte, livret d'Edmond de Favières, créé salle Favart le 3 décembre 1792
- L'École de village, opéra-comique en 1 acte, livret de Sewrin, créé salle Favart le 10 mai 1793
- La Moisson, opéra-comique en 2 actes, livret de Sewrin, créé salle Favart le 5 septembre 1793
- Le Plaisir et la Gloire, opéra-comique en 1 acte, livret de Sewrin, créé salle Favart le 19 janvier 1794
- Le Congrès des rois, comédie mêlée d'ariettes en 3 actes en collaboration avec Nicolas Dalayrac, André Grétry, Étienne-Nicolas Méhul et 8 autres compositeurs, livret de Ève Demaillot, créée salle Favart le 26 février 1794
- La Soubrette ou l'Étui de harpe, opéra-comique en 1 acte, livret de François-Benoît Hoffman, créé salle Favart le 3 décembre 1794
- Le Jockey, opéra-comique en 1 acte, livret de F.-B. Hoffmann, créé salle Favart le 6 janvier 1796
- Le Secret, opéra-comique en 1 acte, livret de F.-B. Hoffmann, créé salle Favart le 20 avril 1796
- Azelina, opéra-comique en 3 actes, livret de F.-B. Hoffmann, créé au théâtre Feydeau le 5 décembre 1796
- La Femme de quarante-cinq ans, opéra-comique en 1 acte, livret de F.-B. Hoffmann, créé salle Favart le 19 novembre 1798
- Le Chapitre second, opéra-comique en 1 acte, livret d'Emmanuel Dupaty, créé salle Favart le 17 juin 1799
- Une matinée de Voltaire ou la Famille Calas à Paris, opéra-comique en 1 acte, livret de Pujoulx, créé salle Favart le 22 mai 1800
- Une nuit d’été ou Un peu d’aide fait grand bien, opéra-comique en 1 acte, livret de Gersin, créé salle Favart le 29 mai 1800
- Oui ou le Double Rendez-vous, opéra-comique en 1 acte, livret de Goulard, créé salle Favart le 29 août 1800
- La Rivale d’elle-même, opéra-comique en 1 acte, livret de Jacques Bins de Saint-Victor, créé salle Favart le 3 octovre 1800
- La Pluie et le Beau Temps, ou l'Été de l’an VIII, vaudeville en 1 acte, livret d'E. Dupaty, créé salle Favart le 17 novembre 1800
- Le Diable à quatre ou la Femme acariâtre, opéra-comique en trois actes, livret d'Auguste Creuzé de Lesser d'après Michel-Jean Sedaine, créé au théâtre Feydeau le 30 novembre 1809

### En tant qu'interprète
- Félix ou l'Enfant trouvé, opéra-comique de Monsigny, livret de Sedaine, créé le 31 août 1782
- Les Fausses Apparences ou L'Amant jaloux, opéra-comique d'André Grétry, livret de Thomas d'Hèle, créé en septembre 1782
- Vert-vert, opéra-comique de Nicolas Dalayrac, livret de Desfontaines-Lavallée, créé le 11 octobre 1790